# Merten Mauritz
Merten Mauritz (* 22. Dezember 1965; † 6. August 2024 in Wien) war ein österreichischer Unternehmer, Bürgeraktivist und Florettfechter.

## Biografie
Mauritz begann seine Fechtkarriere im Alter von zehn Jahren. Er nahm an den Olympischen Spielen 1992 in Barcelona als Mitglied der österreichischen Mannschaft teil, die den 11. Platz erreichte. Nach Niederlagen gegen die deutsche und die südkoreanische Équipe in der Vorrunde schied Österreich vorzeitig aus. Er startete für den Union Fechtclub Wien (UFC Wien) und wurde bei den Staatsmeisterschaften 1986 und 1992 jeweils Zweiter im Florett.
Neben seiner sportlichen Karriere engagierte sich Mauritz nach seinem Rücktritt vom aktiven Sport in mehreren gesellschaftlichen und wirtschaftlichen Bereichen. Er absolvierte eine Ausbildung zum Bankkaufmann und ein Diplom für Werbung und Verkauf an der Fachhochschule Würzburg. Beruflich war er Geschäftsführer der von ihm mitgegründeten Mauritz & Mauritz GmbH, einer erfolgreichen Werbeagentur in Wien, die namhafte Kunden wie die Hypo-Bank, die ÖBB und Möbel Lutz betreute. Die Firma erweiterte später ihr Portfolio auf den Bereich der Druckvermittlung. Bis zu seinem Tod leitete er den Verlag APOmedia.
Mauritz war auch in der Politik und im gesellschaftlichen Leben stark engagiert. Er gründete die Bürgerinitiative „Rettet den Hörndlwald“, die sich erfolgreich für den Erhalt des Wiener Naherholungsgebiets einsetzte und die geplante Errichtung einer Burn-out-Klinik verhinderte. Aus dieser Initiative ging die Plattform „WIR Hietzing“ hervor, die sich für die Verbesserung der Lebensqualität im 13. Wiener Bezirk einsetzt. Außerdem war er Obmann des Lainzer Einkaufsvereins und organisierte Projekte wie den „Best of Hietzing“-Markt.
Mauritz engagierte sich auch in der Initiative „Verbindungsbahn – so bitte nicht!“, die alternative Lösungen zur geplanten Hochtrassenführung der Verbindungsbahn in Wien forderte. Durch sein Engagement moderierte er Veranstaltungen wie das Bürgerforum „Hietzing wehrt sich“, bei denen Anwohner ihre Bedenken gegenüber Verantwortlichen aus Politik und Infrastruktur äußern konnten. Mauritz war auch Initiator der Facebook-Gruppe „Mein Hietzing“, die dem sozialen Austausch und der Vernetzung der Bezirksbewohner dient.
Von besonderer Bedeutung war sein Engagement für den Fechtsport. Bis zu seinem Tod unterrichtete Merten Mauritz Fechten an der Theresianischen Militärakademie in Wiener Neustadt.
Privat war Merten Mauritz 14 Jahre lang mit der deutschen Olympiasiegerin Anja Fichtel verheiratet, mit der er zwei Kinder hatte. In späteren Jahren lebte er in Wien mit seiner zweiten Frau und ihrer gemeinsamen Tochter.
Er verstarb am 6. August 2024 in Wien.